# Órbita polar
Um satélite em órbita polar passa sobre (ou quase sobre) ambos os pólos do planeta (ou outro corpo celeste) em cada uma de suas revoluções. Dessa forma, essa órbita tem uma inclinação igual ou próxima a 90 graus em relação ao equador.

## Utilização
Em uma órbita polar, o satélite geralmente voa a baixa altitude, indo de aproximadamente 300 km podendo ultrapassar os 2000 km de altitude em relação aos pólos. Sua velocidade é cerca de 35.000 km/h. Os períodos de suas órbitas são de uma a duas horas. Dentro de um período de 24 horas, passa pelo mesmo lugar cerca de 4 a 6 vezes, sendo a orientação magnética dessas passagens invertida, em virtude do movimento da rotação da Terra, dado que a órbita polar permanece fixa no espaço.
Como o satélite tem o plano orbital fixo e perpendicular a rotação do planeta, ele vai passar sobre uma região com longitude diferente a cada uma de suas órbitas, sofrendo um desvio de cerca de 30 graus de longitude. A combinação do movimento do satélite com o movimento de rotação da Terra permite a obtenção de faixas contíguas de dados com largura de até 3.000 km. A altitude ou a inclinação do satélite pode ser selecionada para que o movimento seja heliossíncrono.
Órbitas polares são geralmente usadas para satélites de mapeamento geográfico, observação ou reconhecimento, inclusive satélites espiões, assim como alguns satélites meteorológicos.
Para ficar sobre uma área polar uma grande parte do tempo, apesar da distância, é usada uma órbita elíptica com grande excentricidade e com apogeu sobre essa área, conhecida como órbita Molniya.